# NGC 1264
NGC 1264 è una galassia a spirale barrata situata nella costellazione di Perseo, a una distanza di circa 146 milioni di anni luce dalla nostra Via Lattea.

## Scoperta
La galassia è stata scoperta il 19 ottobre 1884 dall'astronomo francese Guillaume Bigourdan.

## Descrizione
NGC 1264 fa parte dell'Ammasso di Perseo.